# Меркулов, Георгий Владимирович
Георгий Владимирович Меркулов (1908—1963) — подполковник Советской Армии, участник Великой Отечественной войны, Герой Советского Союза (1945).

## Биография
Георгий Меркулов родился 15 мая 1908 года в Ельце. После окончания семи классов работал в родном городе. В 1929 году Меркулов был призван на службу в Рабоче-крестьянскую Красную Армию. В 1932 году он окончил Орловское танковое училище. Участвовал в боях советско-финской войны. С июня 1941 года — на фронтах Великой Отечественной войны. В 1943 году окончил курсы усовершенствования командного состава.
К апрелю 1945 года гвардии подполковник Георгий Меркулов командовал 393-м гвардейским самоходным артиллерийским полком 12-го гвардейского танкового корпуса 2-й гвардейской танковой армии 1-го Белорусского фронта. Отличился во время штурма Берлина. В конце апреля 1945 года полк Меркулова успешно действовал во время этой операции, нанеся немецким войскам большие потери в боевой технике и живой силе.
Указом Президиума Верховного Совета СССР от 31 мая 1945 года гвардии подполковник Георгий Меркулов был удостоен высокого звания Героя Советского Союза с вручением ордена Ленина и медали «Золотая Звезда».
В 1947 году Меркулов был уволен в запас. Проживал и работал во Пскове. Скончался 30 июня 1963 года.
Был также награждён двумя орденами Красного Знамени, тремя орденами Красной Звезды, рядом медалей.
30 марта 2016 года на сессии Псковской городской Думы принято решение о присвоении имени Георгия Меркулова новой улице в Пскове.